# Лісандр (ефор)
Лісандр син Лібія (дав.-гр. Λύσανδρος; III ст. до н.е.) — спартанський політичний діяч, ефор.

## Біографія
Лісандр син Лібія був нащадком Лісандра сина Арістокріта видатного спартанського полководця доби Пелопоннесської війни. Згідно Плутарху він мав велику повагу серед громадян Спарти. Лісандр був одним з прихильників молодого царя Агіса IV. Завдяки підтримці царя, його обрали до колегії ефорів. Саме через Лісандра Агіс IV доніс до старійшин свої пропозиції щодо реформування Спартанської держави у вигляді ретри. Так як погляди старійшин розійшлися, долю реформ повинні були вирішити народні збори. Лісандр разом з Агесілаєм та Мандроклідом виступали на народних зборах з промовами у підтримку реформ. Завдяки діяльності ворога реформ, царя Леоніда II ретру було відкинуто. Тоді Лісандр звинуватив Леоніда у порушенні спартанських законів. Представникам царського роду заборонялося одружуватися на іноземках. Разом з цим Лісандр закликав Клеомброта, зятя Леоніда заявити свої права на владу. Він також походив з царського роду Агіадів. Злякавшись Леонід сховався в храмі Афіни Міднодімної разом з дочкою, яка залишила Клеомброта. Він отримав виклик до суду, але не вийшов з храму, і тоді спартанці в 243 році до н. е. передали владу Клеомброту, який підтримав реформи Агіса. Згодом Леоніду вдалося втекти у Тегею.
Після повернення Леоніда з вигнання реформатори були заарештовані. За рішенням суду, Агіса було страчено, а Лісандра засуджено до вигнання.